# Конюхівська сільська рада (Стрийський район)
Конюхівська сільська рада — орган місцевого самоврядування у Стрийському районі Львівської області. Адміністративний центр — село Конюхів.

## Загальні відомості
Водоймища на території, підпорядкованій даній раді: річка Стрий.

## Населені пункти
Сільській раді підпорядковані населені пункти:
- с. Конюхів
- с. Колодниця

## Склад ради
Рада складається з 16 депутатів та голови.

### Керівний склад попередніх скликань
| ПІБ                         | Основні відомості                                                 | Дата обрання | Дата звільнення |
| --------------------------- | ----------------------------------------------------------------- | ------------ | --------------- |
| Король Олександра Онисіївна | Сільський голова, 1954 року народження, позапартійна              | 26.03.2006   | 31.10.2010      |
| Сурмик Ігор Юрійович        | Сільський голова, 1978 року народження, освіта вища, безпартійний | 31.10.2010   |                 |

Примітка: таблиця складена за даними джерела